# Stiftung Pestalozzianum
Die Stiftung Pestalozzianum (SPZ) ist ein Gemeinschaftswerk des Kantons Zürich, der Pädagogischen Hochschule Zürich (PHZH) und der vorgängigen Stiftung Pestalozzianum. Sie wurde in heutiger Form im Jahr 2003 gegründet. Die Vorgängerstiftung führte seit 1875 das „Pestalozzianum Zürich“, ein Institut für Pädagogik, das 2002 in die Pädagogische Hochschule Zürich integriert worden ist. Der Sitz der Stiftung befindet sich an der PHZH, mit der sie aktiv kooperiert. Der Stiftungsrat setzt sich aus 11 bis 15 Mitgliedern aus den Bereichen Kultur, Bildung und Politik zusammen. Die Stiftung arbeitet auch mit dem Verein «Fördergesellschaft Pestalozzianum» zusammen, der die Stiftung ideell und finanziell trägt.

## Stiftungszweck
Die Stiftung Pestalozzianum bezweckt, einen Beitrag zur Entwicklung der Bildung und des Schulwesens (insbesondere der Vorschul-, Primar- und Sekundarschulbildung) zu leisten, die Geschichte der Bildung darzustellen und innovative Projekte zu fördern, die das Bildungsverständnis und das padägogische Wissen in der Öffentlichkeit erweitern und vertiefen.
Die Stiftung fördert den Dialog und den Erfahrungsaustausch zwischen Schule und Medien, Pädagogik und Politik, Lehrenden und Forschenden.

## Geschichte
Die permanente «Schweizerische Schulausstellung in Zürich» wurde 1875 im Anschluss an die Wiener Weltausstellung gegründet. 1882 wurde sie zur privatrechtlichen Stiftung und 1891 zum Institut Pestalozzianum umbenannt. Die Sammlung an Lehrmitteln und Schulbedürfnissen hatte die Veranschaulichung des gesamten Unterrichtswesens der Schweiz zum Ziel.
Von Anfang an beheimatete das Pestalozzianum eine Lehrmittelsammlung, eine Bibliothek, ein Archiv und das „Pestalozzistübchen“, in dem Pestalozzis Leben und Wirken dokumentiert wurde.
Bibliothek und Lehrmittelsammlung wurden kontinuierlich erweitert. Zum Bestand zählen Zeitschriften, Bücher, eine separate Jugendbibliothek, pädagogische Literatur sowie Lehrmittel und Lehrmaterialien, darunter eine Sammlung von Naturalien, Modellen und Apparaten für den Naturkundeunterricht, eine Werkzeugsammlung, Modelle für technisches Zeichnen und Material für Geographieunterricht (Karten, Atlanten, Reliefs, Globen).
Das Pestalozzianum informierte Lehrpersonen über wichtige Neuerscheinungen und bediente Historiker und historisch Interessierte mit Materialien zur schweizerischen Schulgeschichte.
Das Portfolio des Pestalozzianums wurde 1932 durch die von Jakob Weidmann (1897–1975) gegründete Sammlung „Internationales Institut für das Studium der Jugendzeichnung“ (IIJ) ergänzt. Das Institut hatte einerseits zum Ziel, die Geschichte des Zeichenunterrichts zu dokumentieren und andererseits die Eltern und Kinder zur gestaltenden Tätigkeit zu animieren. Die Sammlung wurde stetig ergänzt – insbesondere durch Zeichnungen aus Wettbewerben und aus Schulen.
Im Jahr 1955 wurde die Pädagogische Arbeitsstelle für Unterricht, Erziehung und Lehrerfortbildung gegründet, die die Sammlung zusätzlich mit einer umfangreichen Dokumentation zu bildungspolitischen Prozessen bereicherte.
Das Pestalozzianum baute in diesem Kontext nochmals sein Tätigkeitsfeld aus und konzipierte und implementierte Reformen (bspw. die Einführung von Lehrmitteln und Schulfächern), erarbeitete bildungsstatistische Daten, baute Beratungsstellen für verschiedene Schulangelegenheiten auf (bspw. audiovisuelle Medien, Sexualkunde etc.) und baute die Lehrerfortbildung institutionell und formal aus.

## Stiftungsrat und Geschäftsstelle
Der Stiftungsrat setzt sich aus 11 bis 15 Mitgliedern aus verschiedenen Funktionen und Bildungsinstitutionen (Lehrpersonen, Schulbehörden, Elternvereine, Universität Zürich, Pädagogische Hochschule Zürich, Bildungsdirektion des Kantons Zürich, Fördergesellschaft Pestalozzianum, Pädagogische Hochschule Zürich und Stiftung Pestalozzianum) aus den Bereichen Kultur, Bildung und Politik zusammen.
Die Geschäftsstelle wird durch eine Vertreterin oder einen Vertreter der Pädagogischen Hochschule Zürich geleitet.

## Sammlungen Pestalozzianum
Die Stiftung Pestalozzianum geht auf die 1875 gegründete permanente Schweizerische Schulausstellung zurück, die auch den Beginn der Lehrmittelsammlung markiert. Dieses so entstandene Sammlungsgut umfasst viele – teils noch unerschlossene – bildungshistorische Bestände. Das Projekt «Sammlungen Pestalozzianum: Erschliessung, Erhaltung und Nutzung des Sammlungsgutes» dient der Pflege und Erforschung dieser Sammlungen. Ermöglicht wurde es durch einen Beitrag von 7,07 Millionen Franken aus dem Gemeinnützigen Fonds des Kantons Zürich, der am 27. April 2015 vom Kantonsrat bewilligt wurde.
Die Sammlungen Pestalozzianum stehen der PHZH als Dauerleihgabe zur Verfügung. Die PHZH betreibt das Zentrum für Schulgeschichte, ein Institut, dessen Forschungsarbeit auf den Sammlungen des Pestalozzianums basiert. Sie sind in folgende 5 Bereiche gegliedert:
Kinder- und Jugendzeichnungen
Die Sammlung von Kinder- und Jugendzeichnungen umfasst rund 70'000 Zeichnungen, Scherenschnitte und Drucke, hauptsächlich aus dem Volksschulunterricht und aus Wettbewerben des 20. Jahrhunderts. Der Grossteil der Sammlung stammt aus der Schweiz, aber sie umfasst auch einen einzigartigen Bestand an internationalen Kinderzeichnungen aus 50 Ländern, darunter Schweden, Deutschland, Indonesien, Japan, Australien und viele mehr. Die Sammlung wurde ursprünglich 1932 im Zusammenhang mit der Reformbewegung «Neue Zeichnung»gegründet. Folglich stammen die bildnerischen Werke hauptsächlich aus der Zeit zwischen 1930 und 1980, wobei einzelne Konvolute sogar bis ins 18. Jahrhundert zurückreichen. Seitdem ist die Sammlung stetig gewachsen und ausgewählte Zeichnungen wurden bereits mehrfach auf internationalen Ausstellungen präsentiert.
Historische Glasdias
Die Stiftung ist im Besitz von etwa 16 000 Glasdias. Diese Diapositive wurden im 20. Jahrhundert als visuelles Lernmedium im Unterricht eingesetzt. Die Glasdias liegen zu verschiedenen Unterrichtsfächern vor und illustrierten etwa den Geographie und Sach-, Natur- und Heimatkundeunterricht.
Schulwandbilder und -karten
Die Sammlungen umfasst ausserdem rund 3000 nationale und internationale Schulwandbilder (SWB) und -karten. Bei den Schweizer SWB sind auch Kommentarhefte mit Gebrauchsanweisungen erhalten. Dieser Bestand liefert Einblicke in den Anschauungsunterricht des 20. Jahrhunderts.
Nachlässe
Die Stiftung ist im Besitz eines Archivs, in dem Vor- und Nachlässe berühmter Pädagogen – unter anderem Weggefährten Johann Heinrich Pestalozzis – aufbewahrt werden. Zudem befinden sich hier Quellen zur Gründung und weiteren Entwicklung der modernen (Zürcher) Volksschule.
Bibliothek
Die Bibliothek umfasst wichtige bildungshistorische Bestände. Dazu gehören unter anderem die Pestalozziana, eine Lehrmittelsammlung, graue Literatur, umfangreiche historische Zeitschriftenbestände, bildungspolitische Dokumente und pädagogische Literatur aus den letzten 250 Jahren.

## Podium Pestalozzianum
Einmal jährlich veranstaltet die Stiftung ein öffentliches Podium zu aktuellen Bildungsthemen, die die Volksschule und das Bildungswesen heute bewegen. Bei diesen Anlässen bringt die Stiftung Personen aus Pädagogik, Gesellschaft, Kultur, Wirtschaft, Wissenschaft und Medien zum Dialog zusammen. Das gemeinsam erarbeitete Ergebnis wird in begleitenden Videos festgehalten.

## Preise
Die Stiftung würdigt ausserordentliche Verdienste und exzellente Leistungen für die Bildung mit zweierlei Preisen. Zusammen mit der Pädagogischen Hochschule Zürich vergibt sie den Bildungspreis. Mit den Studienpreisen der Stiftung Pestalozzianum zeichnet die Stiftung jährlich hervorragende Arbeiten von Studierenden der PHZH aus. Die Preise sind mit CHF 1000 dotiert. Sie können für Master-, Bachelorarbeiten und MAS-Arbeiten der PHZH und des Instituts Unterstrass vergeben werden.